# Dogofry (Nara)
Dogofry è un comune rurale del Mali facente parte del circondario di Nara, nella regione di Koulikoro.